# Metal Ligaen 2015/16
Die Metal Ligaen-Saison 2015/16 war die 59. Spielzeit seit Gründung der höchsten Spielklasse im dänischen Eishockey, die seit 2014 Metal Ligaen heißt. Zum ersten Mal wurde Esbjerg Energy Dänischer Meister, die sich in sechs Spielen gegen Herning Blue Fox durchsetzen. Für den Stammverein Esbjerg IK war es insgesamt die sechste Meisterschaft, die erste seit der Saison 2003/04. Den 3. Platz sicherte sich Frederikshavn White Hawks in 2 Spielen gegen den Vorjahresmeister SønderjyskE Ishockey.

## Teilnehmer
Es nehmen die Mannschaften des Vorjahres teil.
| Klub                      | Arena                     | Kapazität |
| ------------------------- | ------------------------- | --------- |
| Aalborg Pirates           | Gigantium Isarena         | 5.000     |
| Esbjerg Energy            | Granly Hockey Arena       | 4.200     |
| Frederikshavn White Hawks | Scanel Hockey Arena       | 4.000     |
| Gentofte Stars            | Gentofte Skøjtehal        | 1.160     |
| Herlev Eagles             | DFDS Seaways Arena        | 1.740     |
| Herning Blue Fox          | KVIK Hockey Arena         | 4.105     |
| Odense Bulldogs           | Bryggeriet Vestfyen Arena | 3.280     |
| Rungsted Seier Capital    | Saxo Bank Arena           | 2.460     |
| Rødovre Mighty Bulls      | Rødovre Skøjte Arena      | 3.600     |
| SønderjyskE Ishockey      | SE Arena                  | 5.000     |

Quelle:  Eliteprospects.com

## Modus
In der Hauptrunde absolvieren die 10 Vereine eine Dreifachrunde mit 45 Spielen je Klub aus. Die 5 schlechtesten Teams aus der Vorsaison haben dabei 23 Heimspiele, während die besten 5 nur 22 Heimspiele haben.
Die acht bestplatzierten Mannschaften qualifizierten sich für das Play-off-Viertelfinale. In den ersten beiden Playoff-Runden dürfen die Mannschaften in der Reihenfolge ihrer Abschlussplatzierungen ihren Playoff-Gegner aussuchen, wobei der Erstplatzierte zuerst seinen Gegner wählen darf. Alle Play-off-Spiele vom Viertelfinale bis hin zum Finale werden im Modus Best-of-Seven ausgetragen.
Es gibt drei Punkte für einen Sieg in der regulären Spielzeit, zwei Punkte für einen Sieg nach Verlängerung oder Penaltyschießen und einen Punkt für eine Niederlage nach Verlängerung oder Penaltyschießen.

## Hauptrunde

### Kreuztabelle
| Heimmannschaft                                                    | Gastmannschaft    | Gastmannschaft          | Gastmannschaft    | Gastmannschaft    | Gastmannschaft          | Gastmannschaft    | Gastmannschaft    | Gastmannschaft          | Gastmannschaft      | Gastmannschaft     |
| Heimmannschaft                                                    | Esbjerg           | Fr.havn                 | Gentofte          | Herlev            | Herning                 | Odense            | Rungsted          | Rødovre                 | Sønderj.            | Aalborg            |
| ----------------------------------------------------------------- | ----------------- | ----------------------- | ----------------- | ----------------- | ----------------------- | ----------------- | ----------------- | ----------------------- | ------------------- | ------------------ |
| Esbjerg Energy                                                    | –                 | 2:1 n. P. 4:3 n. V. 2:3 | 4:1 4:3           | 8:0 3:1           | 3:2 n. P. 3:4 n. P. 2:0 | 7:4 9:0 0:1       | 4:1 2:5           | 6:3 3:1                 | 2:1 n. P. 0:2 1:4   | 7:5 4:5            |
| Frederikshavn White Hawks                                         | 4:2 4:3 n. V.     | –                       | 1:2 4:1           | 11:2 5:4 n. P.    | 4:2 1:4                 | 4:6 6:2           | 5:2 3:4           | 3:2 n. V. 6:3 5:3       | 3:4 3:0 1:3         | 3:1 10:2 3:2 n. P. |
| Gentofte Stars                                                    | 4:5 n. P. 2:3 1:2 | 3:2 n. V. 0:5 3:8       | –                 | 6:0 5:1 2:1       | 1:3 2:6                 | 3:5 2:1 6:3       | 4:5 n. V. 1:3     | 0:4 3:1                 | 1:2 n. P. 0:3       | 3:2 1:2 3:4 n. P.  |
| Herlev Eagles                                                     | 0:1 1:6 0:3       | 1:6 6:2 2:6             | 3:5 2:5           | –                 | 4:2 3:4                 | 3:5 6:5 1:11      | 0:5 4:1 1:7       | 4:5 1:10                | 1:5 0:3             | 3:2 5:1 2:6        |
| Herning Blue Fox                                                  | 2:4 1:2           | 0:3 2:1 n. P. 1:4       | 1:2 5:2 7:2       | 3:2 5:2 6:0       | –                       | 4:1 2:3 n. P. 1:5 | 3:2 3:1           | 5:2 3:0                 | 2:3 n. P. 2:3 n. P. | 2:1 n. P. 1:0      |
| Odense Bulldogs                                                   | 3:4 n. V. 9:3     | 3:6 2:4 2:6             | 7:2 4:1           | 9:1 2:4           | 2:5 4:9                 | –                 | 7:2 5:4 n. P. 6:1 | 4:5 n. P. 3:2           | 2:4 2:3 n. V. 3:6   | 5:2 9:2 13:0       |
| Rungsted Seier Capital                                            | 2:1 1:0 2:5       | 3:5 2:4                 | 0:3 3:2 5:6 n. V. | 4:2 5:0           | 5:2 2:0 3:1             | 2:1 2:5           | –                 | 2:3 n. P. 2:1 4:2       | 1:6 2:1 n. P. 4:2   | 2:3 n. V. 3:4      |
| Rødovre Mighty Bulls                                              | 5:3 1:4 0:6       | 5:4 n. P. 5:2           | 5:3 4:1 3:1       | 4:2 2:1 n. V. 3:0 | 2:0 1:2 n. P. 0:2       | 2:6 2:3 2:4       | 4:1 5:2           | –                       | 2:3 2:1 n. P.       | 4:1 4:2            |
| SønderjyskE Ishockey                                              | 3:2 3:1           | 4:3 n. V. 4:2           | 7:4 3:1 9:1       | 1:0 2:3 6:1       | 5:4 n. V. 1:2 2:0       | 5:3 2:4           | 0:3 2:3           | 2:3 n. V. 1:0 3:2 n. V. | –                   | 9:1 1:2            |
| Aalborg Pirates                                                   | 6:1 1:3 1:2 n. V. | 4:6 3:6                 | 2:4 5:2           | 6:2 2:3 n. P.     | 1:4 4:2 3:4             | 4:5 3:2           | 4:2 0:1 6:3       | 2:6 4:3 5:4 n. P.       | 3:5 4:2 3:6         | –                  |
| n. V. – Sieg nach Verlängerung; n. P. – Sieg nach Penaltyschießen |                   |                         |                   |                   |                         |                   |                   |                         |                     |                    |

Stand: 29. Februar 2016

Quelle:  Metal Ligaen

### Tabelle
|     | Klub                      | Sp | S  | OTS | OTN | N  | T   | GT  | Pkt | Str |
| --- | ------------------------- | -- | -- | --- | --- | -- | --- | --- | --- | --- |
| 1.  | SønderjyskE Ishockey      | 45 | 25 | 7   | 4   | 9  | 147 | 89  | 93  | 593 |
| 2.  | Frederikshavn White Hawks | 45 | 26 | 4   | 6   | 9  | 186 | 119 | 92  | 431 |
| 3.  | Esbjerg Energy            | 45 | 22 | 7   | 2   | 14 | 148 | 104 | 82  | 826 |
| 4.  | Herning Blue Fox          | 45 | 21 | 4   | 5   | 15 | 127 | 100 | 76  | 508 |
| 5.  | Odense Bulldogs           | 45 | 22 | 2   | 3   | 18 | 191 | 154 | 73  | 961 |
| 6.  | Rungsted Seier Capital    | 45 | 20 | 2   | 4   | 19 | 121 | 133 | 68  | 571 |
| 7.  | Rødovre Mighty Bulls      | 45 | 16 | 6   | 4   | 19 | 132 | 125 | 64  | 711 |
| 8.  | Aalborg Pirates           | 45 | 14 | 3   | 4   | 24 | 129 | 174 | 52  | 580 |
| 9.  | Gentofte Stars            | 45 | 13 | 2   | 4   | 26 | 104 | 166 | 47  | 530 |
| 10. | Herlev Eagles             | 45 | 8  | 1   | 2   | 34 | 85  | 206 | 28  | 761 |

Sp = Spiele, S = Siege, N = Niederlagen, OTS = Overtime-Siege, OTN = Overtime-Niederlage, T = Tore, GT = Gegentore, Pkt = Punkte, Str = Strafminuten

Stand: 29. Februar 2016

Quelle:  Metal Ligaen

Erläuterungen: Play-Off Qualifikation

### Beste Scorer
| Nat.               | Spieler            | Team                      | Sp | T  | V  | Pkt | +/− | SM  |
| ------------------ | ------------------ | ------------------------- | -- | -- | -- | --- | --- | --- |
| Kanada             | Dale Mitchell      | Odense Bulldogs           | 45 | 34 | 43 | 77  | +21 | 236 |
| Danemark           | Nicolai Meyer      | Aalborg Pirates           | 45 | 30 | 43 | 73  | −4  | 6   |
| Vereinigte Staaten | Adam Miller        | Frederikshavn White Hawks | 45 | 19 | 47 | 66  | +12 | 48  |
| Vereinigte Staaten | Matthew Pistilli   | Esbjerg Energy            | 45 | 22 | 40 | 62  | +22 | 22  |
| Kanada             | Mario Lamoureux    | Esbjerg Energy            | 45 | 26 | 35 | 61  | +23 | 81  |
| Kanada             | Ryan McDonough     | Odense Bulldogs           | 45 | 27 | 33 | 60  | +11 | 34  |
| Vereinigte Staaten | Cory Quirk         | SønderjyskE Ishockey      | 45 | 25 | 34 | 59  | +24 | 47  |
| Schweden           | Olle Liss          | Aalborg Pirates           | 45 | 25 | 29 | 54  | −3  | 18  |
| Vereinigte Staaten | Sean Wiles         | Odense Bulldogs           | 42 | 31 | 22 | 53  | +1  | 32  |
| Schweden           | Joakim Nettelbladt | Odense Bulldogs           | 45 | 10 | 43 | 53  | +19 | 59  |

 Abkürzungen:  Sp = Spiele, T = Tore, V = Assists, Pkt = Punkte, +/− = Plus/Minus, SM = Strafminuten; Fett:  Bestwert

Quelle:  Metal Ligaen

### Zuschauertabelle
|        | Verein                    | Zuschauer | pro Spiel | Auslastung |
| ------ | ------------------------- | --------- | --------- | ---------- |
| 01.    | SønderjyskE Ishockey      | 62.442    | 2.838     | 056,77 %   |
| 02.    | Aalborg Pirates           | 44.371    | 1.929     | 038,58 %   |
| 03.    | Rødovre Mighty Bulls      | 36.112    | 1.570     | 043,61 %   |
| 04.    | Frederikshavn White Hawks | 34.646    | 1.575     | 039,37 %   |
| 05.    | Herning Blue Fox          | 31.371    | 1.426     | 034,74 %   |
| 06.    | Esbjerg Energy            | 28.599    | 1.300     | 030,95 %   |
| 07.    | Odense Bulldogs           | 27.553    | 1.252     | 038,18 %   |
| 08.    | Rungsted Seier Capital    | 20.603    | 896       | 036,41 %   |
| 09.    | Herlev Eagles             | 11.169    | 486       | 027,91 %   |
| 10.    | Gentofte Stars            | 5.627     | 245       | 021,09 %   |
| Gesamt | Gesamt                    | 302.493   | 1.344     | 038,92 %   |

Stand: 29. Februar 2016
Quelle:  Metal Ligaen

## Playoffs
In den Playoffs spielen die besten 8 Teams der Hauptrunde im Modus Best of Seven (Ausnahme Spiel um Platz 3) gegeneinander. Die 4 besten Teams der Hauptrunde wählen ihrer Platzierung folgend ihren Gegner für das Viertelfinale aus den Teams der Plätze 5 bis 8.

Die Playoff beginnen am 4. März 2016 mit den Viertelfinalspielen. Der Beginn der Halbfinale ist für den 22. März 2016 und des Finales für den 8. April terminiert. Gehen die jeweils vorangegangenen Spielen nicht über die volle Distanz starten die Halbfinale und das Finale zu einem früheren Zeitpunkt. Gespielt wird am Dienstag, Freitag und Sonntag.

### Playoff-Baum
|  | Viertelfinale | Viertelfinale             | Viertelfinale |  |  | Halbfinale | Halbfinale                | Halbfinale |  |  | Finale           | Finale                    | Finale           |
|  |               |                           |               |  |  |            |                           |            |  |  |                  |                           |                  |
|  | 1             | SønderjyskE Ishockey      | 4             |  |  |            |                           |            |  |  |                  |                           |                  |
|  | 8             | Aalborg Pirates           | 0             |  |  |            |                           |            |  |  |                  |                           |                  |
|  |               |                           |               |  |  | 1          | SønderjyskE Ishockey      | 3          |  |  |                  |                           |                  |
|  |               |                           |               |  |  | 3          | Esbjerg Energy            | 4          |  |  |                  |                           |                  |
|  | 3             | Esbjerg Energy            | 4             |  |  |            |                           |            |  |  |                  |                           |                  |
|  | 7             | Rødovre Mighty Bulls      | 2             |  |  |            |                           |            |  |  |                  |                           |                  |
|  |               |                           |               |  |  |            |                           |            |  |  | 3                | Esbjerg Energy            | 4                |
|  |               |                           |               |  |  |            |                           |            |  |  | 4                | Herning Blue Fox          | 2                |
|  | 2             | Frederikshavn White Hawks | 4             |  |  |            |                           |            |  |  |                  |                           |                  |
|  | 6             | Rungsted Seier Capital    | 0             |  |  |            |                           |            |  |  |                  |                           |                  |
|  |               |                           |               |  |  | 2          | Frederikshavn White Hawks | 3          |  |  |                  |                           |                  |
|  |               |                           |               |  |  | 4          | Herning Blue Fox          | 4          |  |  | Spiel um Platz 3 | Spiel um Platz 3          | Spiel um Platz 3 |
|  | 4             | Herning Blue Fox          | 4             |  |  |            |                           |            |  |  | 1                | SønderjyskE Ishockey      | 4                |
|  | 5             | Odense Bulldogs           | 3             |  |  |            |                           |            |  |  | 2                | Frederikshavn White Hawks | 5                |

### Viertelfinale
Die Viertelfinalspiele finden am 4., 6., 8., 10./11. März und wenn nötig am 13., 15. und 18. März 2016 statt.
|                           |   |                        | Serie | 1   | 2         | 3   | 4   | 5         | 6         | 7       |
| ------------------------- | - | ---------------------- | ----- | --- | --------- | --- | --- | --------- | --------- | ------- |
| SønderjyskE Ishockey      | – | Aalborg Pirates        | 4:0   | 3:0 | 2:1       | 9:3 | 2:0 |           |           |         |
| Frederikshavn White Hawks | – | Rungsted Seier Capital | 4:0   | 2:1 | 5:1       | 4:2 | 5:1 |           |           |         |
| Esbjerg Energy            | – | Rødovre Mighty Bulls   | 4:2   | 2:0 | 3:2 n. V. | 0:1 | 3:5 | 4:3 n. V. | 1:0 n. V. |         |
| Herning Blue Fox          | – | Odense Bulldogs        | 4:3   | 2:1 | 0:3       | 6:1 | 1:2 | 1:2 n. V. | 2:1       | 2:1 n.V |

#### SønderjyskE Ishockey (1) – Aalborg Pirates (8)
| 4. März 2016 19:30 Uhr | SønderjyskE Ishockey Cory Quirk (04:12) Mark Lee (25:58) Henrik Nielsen (54:04) | 3:0 (1:0, 1:0, 1:0) Spielbericht Stand: 1:0 | Aalborg Pirates | SE Arena, Vojens, Region Syddanmark Zuschauer: 3.832 |

| 6. März 2016 19:00 Uhr | Aalborg Pirates Olle Liss (47:37) | 1:2 (0:0, 0:0, 1:2) Spielbericht Stand: 0:2 | SønderjyskE Ishockey Thomas Spelling (48:38) Darcy Zajac (52:57) | Gigantium Isarena, Aalborg, Region Nordjylland Zuschauer: 1231 |

| 8. März 2016 19:00 Uhr | SønderjyskE Ishockey Thomas Spelling (02:31) Cory Quirk (14:53) Antti Hölli (17:44) Mads Bødker (18:18) Mads O. Lund (19:35) Mark Lee (31:09) Darcy Zajac (37:07) Mark Lee (39:12) Darcy Zajac (44:29) | 9:3 (5:0, 3:1, 1:2) Spielbericht Stand: 3:0 | Aalborg Pirates Sebastian Ehlers (24:46) Olle Liss (50:58) Sebastian Fakt (59:18) | SE Arena, Vojens, Region Syddanmark Zuschauer: 3115 |

| 10. März 2016 19:00 Uhr | Aalborg Pirates | 0:2 (0:0, 0:1, 0:1) Spielbericht Stand: 0:4 | SønderjyskE Ishockey Scott Campbell (27:37) Cory Quirk (59:43) | Gigantium Isarena, Aalborg, Region Nordjylland Zuschauer: 1377 |

#### Frederikshavn White Hawks (2) – Rungsted Seier Capital (6)
| 4. März 2016 19:30 Uhr | Frederikshavn White Hawks Adam Miller (10:07) Tim Kunes (53:02) | 2:1 (1:0, 0:1, 1:0) Spielbericht Stand: 1:0 | Rungsted Seier Capital Erik Hjalmarsson (35:24) | Scanel Hockey Arena, Frederikshavn, Region Nordjylland Zuschauer: 1686 |

| 6. März 2016 16:00 Uhr | Rungsted Seier Capital Nikolaj Murholt Rosenthal (10:31) | 1:5 (1:1, 0:3, 0:1) Spielbericht Stand: 0:2 | Frederikshavn White Hawks Niclas Edman (12:43) Tim Kunes (20:35) Nick Olesen (22:24) Robert Carlsson (34:45) Marcus Olsson (40:54) | Saxo Bank Arena, Rungsted, Region Hovedstaden Zuschauer: 1457 |

| 8. März 2016 19:30 Uhr | Frederikshavn White Hawks Mads Larsen (16:26) Colin Vock (24:14) Mathias Bau Hansen (45:27) Mathias Bau Hansen (56:00) | 4:2 (1:0, 1:2, 2:0) Spielbericht Stand: 3:0 | Rungsted Seier Capital Daniel Nielsen (23:51) Ossi Saarinen (39:57) | Scanel Hockey Arena, Frederikshavn, Region Nordjylland Zuschauer: 1872 |

| 11. März 2016 19:30 Uhr | Rungsted Seier Capital Morten Green (48:08) | 1:5 (0:2, 0:2, 1:1) Spielbericht Stand: 0:4 | Frederikshavn White Hawks Nick Olesen (08:17) Adam Miller (15:19) Tim Kunes (22:20) Adam Miller (26:36) Mads Bech (55:40) | Saxo Bank Arena, Rungsted, Region Hovedstaden Zuschauer: 1508 |

#### Esbjerg Energy (3) – Rødovre Mighty Bulls (7)
| 4. März 2016 19:30 Uhr | Esbjerg Energy Esben Nielsen (17:49) Aaron Lee (34:23) | 2:0 (1:0, 1:0, 0:0) Spielbericht Stand: 1:0 | Rødovre Mighty Bulls | Granly Hockey Arena, Esbjerg, Region Syddanmark Zuschauer: 1624 |

| 6. März 2016 16:00 Uhr | Rødovre Mighty Bulls Andrey Chistyakov (31:30) Jonas Sass (32:48) | 2:3 n. V. (0:0, 2:2, 0:0, 0:1) Spielbericht Stand: 0:2 | Esbjerg Energy Anders Krogsgaard (25:16) Esben Nielsen (33:14) Matthew Pistilli (71:06) | Rødovre Skøjte Arena, Rødovre, Region Hovedstaden Zuschauer: 3009 |

| 8. März 2016 19:30 Uhr | Esbjerg Energy | 0:1 (0:0, 0:1, 0:0) Spielbericht Stand: 2:1 | Rødovre Mighty Bulls Morten Andreasen (25:28) | Granly Hockey Arena, Esbjerg, Region Syddanmark Zuschauer: 1593 |

| 11. März 2016 19:30 Uhr | Rødovre Mighty Bulls Sebastian Thornberg Bergholt (07:47) Mikkel Højbjerg (17:27) Mark Mieritz (26:41) Morten Andreasen (27:59) Phillip Bruggisser (59:40) | 5:3 (2:1, 2:2, 1:0) Spielbericht Stand: 2:2 | Esbjerg Energy Wade Bergman (15:14) Matthew Pistilli (32:12) Wade Bergman (36:35) | Rødovre Skøjte Arena, Rødovre, Region Hovedstaden Zuschauer: 2891 |

| 13. März 2016 16:00 Uhr | Esbjerg Energy Jeppe Holmberg (23:06) Matthew Pistilli (29:58) Matthew Pistilli (52:03) Wade Bergman (94:59) | 4:3 n. V. (0:0, 2:2, 1:1, 0:0, 1:0) Spielbericht Stand: 3:2 | Rødovre Mighty Bulls Jonas Sass (28:03) Phillip Bruggisser (34:29) Patrick Rasmussen (55:50) | Granly Hockey Arena, Esbjerg, Region Syddanmark Zuschauer: 1658 |

| 15. März 2016 19:30 Uhr | Rødovre Mighty Bulls | 0:1 n. V. (0:0; 0:0; 0:0; 0:1) Spielbericht Stand: 2:4 | Esbjerg Energy Søren Nielsen (65:44) | Rødovre Skøjte Arena, Rødovre, Region Hovedstaden Zuschauer: 2836 |

#### Herning Blux Fox (4) – Odense Bulldogs (5)
| 4. März 2016 18:00 Uhr | Herning Blux Fox Joachim Linnet (22:52) Daniel Nielsen (45:17) | 2:1 (0:0, 1:1, 1:0) Spielbericht Stand: 1:0 | Odense Bulldogs Ryan McDonough (26:58) | KVIK Hockey Arena, Herning, Region Midtjylland Zuschauer: 3139 |

| 6. März 2016 19:30 Uhr | Odense Bulldogs Martin Larsen (08:56) John Armstrong (16:05) Rasmus Bjerrum (25:40) | 3:0 (2:0, 1:0, 0:0) Spielbericht Stand: 1:1 | Herning Blux Fox | Bryggeriet Vestfyen Arena, Odense, Region Syddanmark Zuschauer: 1131 |

| 8. März 2016 19:30 Uhr | Herning Blux Fox Kyle Essery (13:16) Steffen Frank (16:26) Kristoffer Lauridsen (27:28) Markus Jensen (35:26) Steffen Frank (35:39) Jordan George (47:03) | 6:1 (2:1, 3:0, 1:0) Spielbericht Stand: 2:1 | Odense Bulldogs Rasmus Bjerrum (05:50) | KVIK Hockey Arena, Herning, Region Midtjylland Zuschauer: 1503 |

| 11. März 2016 19:30 Uhr | Odense Bulldogs Rasmus Bjerrum (13:32) Rasmus Bjerrum (19:36) | (2:0, 0:1, 0:0) Spielbericht Stand: 2:2 | Herning Blux Fox Kristoffer Lauridsen (24:59) | Bryggeriet Vestfyen Arena, Odense, Region Syddanmark Zuschauer: 1949 |

| 8. März 2016 19:30 Uhr | Herning Blux Fox Kristoffer Lauridsen (08:44) | 1:2 n. V. (1:1, 0:0, 0:0, 0:1) Spielbericht Stand: 2:3 | Odense Bulldogs Henry Hardarson (06:43) Dale Mitchell (70:30) | KVIK Hockey Arena, Herning, Region Midtjylland Zuschauer: 1489 |

| 11. März 2016 19:30 Uhr | Odense Bulldogs Mathias Thinnesen (49:51) | 1:2 (0:1, 0:1, 1:0) Spielbericht Stand: 3:3 | Herning Blux Fox Kyle Essery (08:03) Jordan George (28:29) | Bryggeriet Vestfyen Arena, Odense, Region Syddanmark Zuschauer: 1853 |

| 18. März 2016 19:30 Uhr | Herning Blux Fox Jordan George (28:40) Kyle Essery (67:09) | 2:1 n.V (0:0, 1:0, 0:1, 1:0) Spielbericht Stand: 4:3 | Odense Bulldogs Joakim Nettelbladt (58:30) | KVIK Hockey Arena, Herning, Region Midtjylland Zuschauer: 3259 |

### Halbfinale
Die Halbfinalspiele finden am 22., 25., 27., 29. März und wenn nötig am 1., 3. und 5. April 2016 statt.
|                           |   |                  | Serie | 1   | 2         | 3   | 4         | 5   | 6   | 7   |
| ------------------------- | - | ---------------- | ----- | --- | --------- | --- | --------- | --- | --- | --- |
| SønderjyskE Ishockey      | – | Esbjerg Energy   | 3:4   | 4:6 | 4:5 n. V. | 4:1 | 3:4 n. V. | 2:1 | 1:0 | 1:4 |
| Frederikshavn White Hawks | – | Herning Blue Fox | 3:4   | 3:1 | 1:7       | 5:2 | 2:5       | 5:3 | 0:2 | 1:3 |

#### SønderjyskE Ishockey (1) – Esbjerg Energy (3)
| 22. März 2016 19:30 Uhr | SønderjyskE Ishockey Thomas Spelling (24:43) Kim Lykkeskov (55:18) Cory Quirk (55:40) Cory Quirk (59:44) | 4:6 (0:1, 1:4, 3:1) Spielbericht Stand: 0:1 | Esbjerg Energy Søren Nielsen (08:11) Mike Dalhuisen (25:47) Esben Nielsen (29:50) Matthew Pistilli (32:56) Mario Lamoureux (35:56) Aaron Lee (59:59) | SE Arena, Vojens, Region Syddanmark Zuschauer: 4019 |

| 25. März 2016 19:30 Uhr | Esbjerg Energy Tyler Gron (22:14) Christian Wejse (34:56) Matthew Pistilli (43:52) Wade Bergman (56:15) Wade Bergman (64:15) | 5:4 n. V. (0:1, 2:0; 2:3; 1:0) Spielbericht Stand: 2:0 | SønderjyskE Ishockey Thomas Spelling (09:54) Mads O. Lund (49:37) Antti Hölli (50:16) Michael Eskesen (52:03) | Granly Hockey Arena, Esbjerg, Region Syddanmark Zuschauer: 2889 |

| 27. März 2016 19:00 Uhr | SønderjyskE Ishockey Cory Quirk (00:34) Thomas Spelling (01:39) Scott Campbell (34:08) Antti Hölli (34:57) | 4:1 (2:0, 2:1, 0:0) Spielbericht Stand: 1:2 | Esbjerg Energy Kasper Jensen (32:38) | SE Arena, Vojens, Region Syddanmark Zuschauer: 4753 |

| 29. März 2016 20:30 Uhr | Esbjerg Energy Aaron Lee (00:38) Jannik Christensen (14:07) Aaron Lee (22:56) Tyler Gron (73:54) | 4:3 n. V. (2:1, 1:2, 0:0, 1:0) Spielbericht Stand: 3:1 | SønderjyskE Ishockey Thomas Spelling (08:10) Cory Quirk (27:21) Scott Campbell (39:49) | Granly Hockey Arena, Esbjerg, Region Syddanmark Zuschauer: 2189 |

| 1. April 2016 19:30 Uhr | SønderjyskE Ishockey Kim Lykkeskov (28:34) Thomas Spelling (47:18) | 2:1 (0:0, 1:0, 1:1) Spielbericht Stand: 2:3 | Esbjerg Energy Tyler Gron (42:07) | SE Arena, Vojens, Region Syddanmark Zuschauer: 5000 (ausverkauft) |

| 3. April 2016 16:30 Uhr | Esbjerg Energy | 0:1 n. V. (0:0, 0:0, 0:0, 0:1) Spielbericht Stand: 3:3 | SønderjyskE Ishockey Cory Quirk (72:12) | Granly Hockey Arena, Esbjerg, Region Syddanmark Zuschauer: 2912 |

| 5. April 2016 19:00 Uhr | SønderjyskE Ishockey Darcy Zajac (45:06) | 1:4 (0:2, 0:1, 1:1) Spielbericht Stand: 3:4 | Esbjerg Energy Esben Nielsen (07:54) Mario Lamoureux (08:46) Aaron Lee (34:22) Wade Bergman (59:13) | SE Arena, Vojens, Region Syddanmark Zuschauer: 5000 (ausverkauft) |

#### Frederikshavn White Hawks (2) – Herning Blux Fox (4)
| 22. März 2016 19:30 Uhr | Frederikshavn White Hawks Mathias Bau Hansen (09:00) Adam Miller (24:06) Robin Bergman (50:56) | 3:1 (1:1, 0:1, 1:0) Spielbericht Stand: 1:0 | Herning Blux Fox Kasper Degn (11:25) | Scanel Hockey Arena, Frederikshavn, Region Nordjylland Zuschauer: 2003 |

| 25. März 2016 19:30 Uhr | Herning Blux Fox Jerred Smithson (05:41) Steffen Frank (21:10) Elias Granath (29:19) Jordan George (30:51) Kasper Degn (44:10) Kristoffer Lauridsen (45:47) Steffen Frank (48:07) | 7:1 (1:0, 3:0, 3:1) Spielbericht Stand: 1:1 | Frederikshavn White Hawks Nick Olesen (58:11) | KVIK Hockey Arena, Herning, Region Midtjylland Zuschauer: 2483 |

| 27. März 2016 18:00 Uhr | Frederikshavn White Hawks Mathias Bau Hansen (03:21) Colin Vock (24:57) Adam Miller (31:03) Tim Kunes (33:38) Colin Vock (49:35) | 5:2 (1:0, 3:1, 1:1) Spielbericht Stand: 2:1 | Herning Blux Fox Kristoffer Lauridsen (34:54) Jordan George (52:20) | Scanel Hockey Arena, Frederikshavn, Region Nordjylland Zuschauer: 1644 |

| 29. März 2016 19:00 Uhr | Herning Blux Fox Kyle Essery (07:05) Kasper Degn (10:46) Jordan George (21:19) Kyle Essery (39:17) Steffen Frank (58:50) | 5:2 (2:0, 2:0, 1:2) Spielbericht Stand: 2:2 | Frederikshavn White Hawks Tim Kunes (42:11) Steffen Klarskov Nielsen (45:38) | KVIK Hockey Arena, Herning, Region Midtjylland Zuschauer: 1823 |

| 1. April 2016 19:30 Uhr | Frederikshavn White Hawks Colin Vock (10:08) Mathias Bau Hansen (26:40) Colin Vock (32:52) Steffen Klarskov (46:31) Robert Carlsson (58:38) | 5:3 (1:0, 2:2, 2:1) Spielbericht Stand: 3:2 | Herning Blux Fox Martin Sagat (30:03) Kyle Essery (32:24) Tomas Sinisalo (57:10) | Scanel Hockey Arena, Frederikshavn, Region Nordjylland Zuschauer: 2053 |

| 3. April 2016 14:00 Uhr | Herning Blux Fox Kristoffer Lauridsen (34:50) Jerred Smithson (39:58) | 2:0 (0:0, 2:0, 0:0) Spielbericht Stand: 3:3 | Frederikshavn White Hawks | KVIK Hockey Arena, Herning, Region Midtjylland Zuschauer: 2076 |

| 5. April 2016 19:30 Uhr | Frederikshavn White Hawks Mathias Bau Hansen (19:07) | 1:3 (1:1, 0:1, 0:1) Spielbericht Stand: 3:4 | Herning Blux Fox Tomas Sinisalo (00:15) Jordan George (38:21) Jerred Smithson (50:23) | Scanel Hockey Arena, Frederikshavn, Region Nordjylland Zuschauer: 2393 |

### Spiele um Platz 3
Die Spiele um Platz 3 wird in zwei Spielen mit Hin- und Rückspiel am 8. und 10. April ausgetragen.
|                      |   |                           | Gesamt | 1   | 2   |
| -------------------- | - | ------------------------- | ------ | --- | --- |
| SønderjyskE Ishockey | – | Frederikshavn White Hawks | 4:5    | 3:2 | 1:3 |

#### SønderjyskE Ishockey (1) – Frederikshavn White Hawks (2)
| 8. April 2016 19:00 Uhr | Frederikshavn White Hawks Mathias Bau Hansen (14:02) Adam Miller (39:14) | 2:3 (1:1, 0:1, 1:0) Spielbericht Stand: 2:3 | SønderjyskE Ishockey Thomas Spelling (20:26) Mads O. Lund (48:04) Michael Eskesen (54:07) | Scanel Hockey Arena, Frederikshavn, Region Nordjylland Zuschauer: 1089 |

| 10. April 2016 19:30 Uhr | SønderjyskE Ishockey Thomas Spelling (32:58) | 1:3 (0:0, 1:2, 0:1) Spielbericht Stand: 4:5 | Frederikshavn White Hawks Mathias Bau Hansen (20:37) Colin Vock (37:17) Robert Carlsson (40:47) | SE Arena, Vojens, Region Syddanmark Zuschauer: 2618 |

### Finale
Die Finalspiele fanden am 8., 10., 12., 15., 17. und 19. April 2016 statt.
|                |   |                  | Serie | 1   | 2   | 3   | 4   | 5   | 6         | 7 |
| -------------- | - | ---------------- | ----- | --- | --- | --- | --- | --- | --------- | - |
| Esbjerg Energy | – | Herning Blue Fox | 4:2   | 3:2 | 1:2 | 0:5 | 5:4 | 2:0 | 3:2 n. V. |   |

#### Esbjerg Energy (3) – Herning Blue Fox (4)
| 8. April 2016 20:00 Uhr | Esbjerg Energy Tyler Gron (06:48) Matthew Pistilli (11:18) Tyler Gron (59:38) | 3:2 (2:0, 0:0, 1:2) Spielbericht Stand: 1:0 | Herning Blue Fox Jerred Smithson (40:20) Markus Jensen (56:11) | Granly Hockey Arena, Esbjerg, Region Syddanmark Zuschauer: 3928 |

| 10. April 2016 13:30 Uhr | Herning Blue Fox Kristoffer Lauridsen (14:59) Martin Sagat (15:57) | 1:2 (2:0, 0:1, 0:0) Spielbericht Stand: 1:1 | Esbjerg Energy Brock Nixon (26:59) | KVIK Hockey Arena, Herning, Region Midtjylland Zuschauer: 3528 |

| 12. April 2016 20:30 Uhr | Esbjerg Energy | 0:5 (0:1, 0:1, 0:3) Spielbericht Stand: 1:2 | Herning Blue Fox Kyle Essery (05:02) Kasper Degn (25:16) Mathias H. Mølgaard (49:43) Kristoffer Lauridsen (54:17) Markus Jensen (59:44) | Granly Hockey Arena, Esbjerg, Region Syddanmark Zuschauer: 3189 |

| 15. April 2016 19:30 Uhr | Herning Blue Fox Kasper Degn (10:21) Kasper Degn (21:26) Kasper Degn (36:53) Steffen Frank (53:42) | 4:5 (1:2, 2:0, 1:3) Spielbericht Stand: 2:2 | Esbjerg Energy Brock Nixon (05:27) Tyler Gron (14:33) Tyler Gron (41:06) Nicholas Jensen (45:30) Aaron Lee (48:02) | KVIK Hockey Arena, Herning, Region Midtjylland Zuschauer: 3800 |

| 17. April 2016 17:30 Uhr | Esbjerg Energy Mike Dalhuisen (20:32) Mario Lamoureux (34:52) | 2:0 (0:0, 2:0, 0:0) Spielbericht Stand: 3:2 | Herning Bluxe Fox | Granly Hockey Arena, Esbjerg, Region Syddanmark Zuschauer: 3479 |

| 19. April 2016 19:30 Uhr | Herning Blue Fox Jordan George (37:40) Daniel Nielsen (45:26) | 2:3 n. V. (0:1, 1:0, 1:1, 0:1) Spielbericht Stand: 2:4 | Esbjerg Energy Lasse Bang (07:06) Tyler Gron (42:38) Aaron Lee (70:59) | KVIK Hockey Arena, Herning, Region Midtjylland Zuschauer: 3426 |

### Kader des dänischen Meisters
| Position      | Name |
| Tor:          | Jeff Frazee, Nicolaj Henriksen |
| Verteidigung: | Anders Krogsgaard, Jannik Christensen, Rasmus Vad Christensen, Kasper Jensen, Wade Bergman, Anders Koch, Nicholas Jensen, Jeppe Vinther, Mike Dalhuisen                                         |
| Sturm:        | Tyler Gron, Michael Binderup, Aaron Lee, Lasse Bang, Brock Nixon, Sune Hjulmand, Jeppe Holmberg, Søren Nielsen, Matthew Pistilli, Christian Wejse, Esben Nielsen, Henrik Mærsk, Mario Lamoureux |
| Trainer:      | Mark Pederson, Thor Dresler |

### Beste Scorer
| Nat.               | Spieler              | Team                      | Sp | T  | V  | Pkt | +/− | SM |
| ------------------ | -------------------- | ------------------------- | -- | -- | -- | --- | --- | -- |
| Danemark           | Mathias Bau Hansen   | Frederikshavn White Hawks | 13 | 7  | 15 | 22  | +5  | 12 |
| Danemark           | Daniel Nielsen       | Herning Blue Fox          | 20 | 3  | 16 | 19  | +3  | 31 |
| Danemark           | Kasper Degn          | Herning Blue Fox          | 20 | 4  | 13 | 17  | +4  | 2  |
| Kanada             | Matthew Pistilli     | Esbjerg Energy            | 19 | 5  | 11 | 16  | +4  | 8  |
| Vereinigte Staaten | Jordan George        | Herning Blue Fox          | 18 | 8  | 8  | 16  | −3  | 0  |
| Vereinigte Staaten | Tim Kunes            | Frederikshavn White Hawks | 13 | 6  | 10 | 16  | +2  | 4  |
| Vereinigte Staaten | Cory Quirk           | SønderjyskE Ishockey      | 13 | 8  | 8  | 16  | +8  | 4  |
| Danemark           | Kristoffer Lauridsen | Herning Blue Fox          | 20 | 10 | 6  | 16  | +3  | 6  |
| Vereinigte Staaten | Colin Vock           | Frederikshavn White Hawks | 13 | 7  | 8  | 15  | +3  | 4  |
| Vereinigte Staaten | Adam Miller          | Frederikshavn White Hawks | 13 | 5  | 10 | 15  | +4  | 14 |

 Abkürzungen:  Sp = Spiele, T = Tore, V = Assists, Pkt = Punkte, +/− = Plus/Minus, SM = Strafminuten; Fett:  Bestwert

Stand: 22. April 2016; Quelle:  Metal Ligaen

### Zuschauertabelle
|        | Verein                    | Zuschauer | Spiele | Schnitt | Auslastung |
| ------ | ------------------------- | --------- | ------ | ------- | ---------- |
| 01.    | SønderjyskE Ishockey      | 28.337    | 7      | 4.048   | 080,96 %   |
| 02.    | Herning Blue Fox          | 26.526    | 10     | 2.653   | 064,62 %   |
| 03.    | Esbjerg Energy            | 23.461    | 9      | 2.607   | 062,07 %   |
| 04.    | Frederikshavn White Hawks | 12.740    | 7      | 1.820   | 045,5 %    |
| 05.    | Rødovre Mighty Bulls      | 8.736     | 3      | 2.912   | 080,89 %   |
| 06.    | Odense Bulldogs           | 4.933     | 3      | 1.644   | 050,13 %   |
| 07.    | Rungsted Seier Capital    | 2.965     | 2      | 1.483   | 060,26 %   |
| 08.    | Aalborg Pirates           | 2.608     | 2      | 1.304   | 026,08 %   |
| Gesamt | Gesamt                    | 110.306   | 43     | 2.565   | 064,85 %   |

Stand: 19. April 2016; Quelle:  Metal Ligaen